# 乌伦古河
乌伦古河（維吾爾語：ئۇلۇنگۇر دەريا‎），中国新疆境内的内流河，中国境外将乌伦古河与其支流统称为布尔根河。其蒙古语意思是斑白的河湾。乌伦古河发源于阿尔泰山南坡。上游有两条支流，分别是东面发源于蒙古国科布多省的主要支流布尔根河与西面的青格里河，两河在青河县境内合流后进入前山丘陵区，流向折往西北，穿过剥蚀平原，注入吉力库勒湖，再入布伦托海。全长725公里，流域面积35，440平方公里，年平均流量44立方米/秒，年径流量13.8亿立方米。